# Steffi Graf
Stefanie Maria Graf, lub krócej Steffi Graf (ur. 14 czerwca 1969 w Mannheim) – niemiecka tenisistka, występująca na światowych kortach od 1982 do 1999 roku, jedna z najwybitniejszych zawodniczek w historii tej dyscypliny, mistrzyni dwudziestu dwóch turniejów wielkoszlemowych w grze pojedynczej, mistrzyni Wimbledonu 1988 w grze podwójnej, półfinalistka Wimbledonu 1999 w grze mieszanej, pięciokrotna triumfatorka Mistrzostw WTA w grze pojedynczej i trzykrotna półfinalistka w grze podwójnej, mistrzyni olimpijska w grze pojedynczej z Seulu (1988), zdobywczyni Złotego Wielkiego Szlema (1988), klasyfikowana w rankingu WTA na 1. miejscu w grze pojedynczej (1987) przez rekordową liczbę 377 tygodni i na 3. miejscu w grze podwójnej (1987); dwukrotna zdobywczyni Pucharu Federacji wraz z drużyną Niemiec (1987, 1992), zdobywczyni Pucharu Hopmana 1993 w barwach Niemiec. Tenisistka praworęczna z jednoręcznym backhandem i niezwykle silnym uderzeniem forehandowym. W 2004 roku została uhonorowana członkostwem w Międzynarodowej Tenisowej Galerii Sławy.

## Kariera tenisowa
Steffi Graf posiadała niezwykle skuteczne uderzenie forhendowe, które przyniosło jej przydomek Fräulein Forehand; ze względu na zdecydowaną dominację strony forhendowej grę bekhendem ograniczała przede wszystkim do podcinanego slajsu, jednak i to uderzenie opanowała do perfekcji, zmuszana konsekwentną przez lata taktyką przeciwniczek, kierujących większość piłek na lewą stronę kortu.
Karierę zawodową rozpoczęła z dniem 18 października 1982 roku. Tydzień później wystąpiła w swoim pierwszym turnieju w niemieckim Stuttgarcie. Odpadła w pierwszej rundzie z Tracy Austin. W czerwcu 1983 zadebiutowała w imprezie wielkoszlemowej. Miało to miejsce na kortach Rolanda Garrosa. Przegrała wtedy w drugim spotkaniu. Po raz pierwszy dała o sobie znać w maju 1984, kiedy to w Berlinie wyeliminowała rozstawioną z najwyższym numerem Bonnie Gadusek. Potem nie poradziła sobie ze znaną rodaczką, Claudią Kohde-Kilsch. Wkrótce Graf osiągnęła czwartą rundę Wimbledonu i pierwszy zawodowy finał w Stuttgarcie. Uległa w nim Szwedce Catarinie Lindqvist.
W lutym 1985 odniosła imponującą serię zwycięstw nad wyżej klasyfikowanymi koleżankami po fachu podczas rozgrywek w Miami. Pokonała tam między innymi Sylvię Hanikę, Virginię Wade i Andreę Temesvári. Zatrzymana została w półfinale przez Chris Evert. W ciągu najbliższych miesięcy Amerykanka notorycznie odbierała jej możliwość dalszej gry w turnieju. Tymczasem Graf zdobyła powszechne uznanie, znajdując się w półfinale wielkoszlemowego US Open, gdzie pokonała Pam Shriver. Awans do finału przegrała z Martiną Navrátilovą.
Sezon 1986 zaczęła niekorzystnie od dwóch porażek z Evert (wszystkie w finałach). W kwietniu nastąpił jednak przełom, niemiecka tenisistka wyeliminowała Magdalenę Maleewą, Hanę Mandlíkovą i właśnie amerykańską rywalkę w Hilton Head, zostając zwyciężczynią tych zawodów. To pierwszy profesjonalny turniej, który Graf zakończyła jako niepokonana. Triumfalną passę kontynuowała przez kilka tygodni, dorzucając do swojej kolekcji następne tytuły. Momentalnie Niemka z Mannheim wyrosła na faworytkę French Open. W Paryżu przytrafiła się jej jednak porażka z Mandlikovą w ćwierćfinałach. Do końca sezonu wygrała wszystkie swoje starty, ale poza Wielkim Szlemem i Masters. Tam rywalki przeważnie brały odwet za wcześniejsze przegrane.
Zdominowała rozgrywki w roku 1987, przegrywając zaledwie dwa z siedemdziesięciu sześciu meczów! Zdobyła pierwszy tytuł wielkoszlemowy na kortach paryskich, wygrywając z Navrátilovą 6:4, 4:6, 8:6. Jednak na Wimbledonie i US Open uległa starszej koleżance, zadowalając się jedynie tytułem wicemistrzyni. 17 sierpnia została pierwszy raz w karierze numerem jeden światowych klasyfikacji. Sezon 1988 w wykonaniu Steffi Graf uznać można za najważniejszy w dziejach tenisa. Niemka rozpoczęła od występu w Australian Open. Melbourne opuściła z pucharem imienia Daphne Akhurst, wywalczonym bez straty seta (finał z Evert). Następnie obroniła tytuł na Roland Garros, pokonując tam Natallę Zwierawą. Jej kolejnym startem był dopiero Wimbledon. Publiczność na całym świecie oniemiała, gdy Graf zdetronizowała dotychczasową królową londyńskich kortów – Martinę Navrátilovą, niepokonaną tam od 1982 roku! W tenisie zaczęto z dużym prawdopodobieństwem myśleć o Wielkim Szlemie, który stał przed Graf na wyciągnięcie ręki. Tenisistka zapewniła sobie miejsce w historii w wieku dziewiętnastu lat, wygrywając z Gabrielą Sabatini w finale w Nowym Jorku. Wkrótce pojawiła się w Seulu w ramach igrzysk olimpijskich. Steffi zdobyła złoty medal, podnosząc rangę swojego sukcesu do Złotego Wielkiego Szlema – pierwszego w historii (Klasycznego Szlema zdobyła wcześniej Maureen Connolly w 1953 oraz Margaret Smith Court w 1970). W roku 1988 Steffi zeszła z kortu pokonana zaledwie trzy razy.
Wysoki poziom swojej gry utrzymała także w roku następnym. Po raz kolejny bliska była zagarnięcia Wielkiego Szlema. Przegrała tylko dwa mecze, ale jeden z nich był finałem French Open (nieoczekiwanie z Arantxą Sánchez Vicario). Zwycięstwo w Australian Open zapisało na jej koncie pierwszego Niekalendarzowego Wielkiego Szlema (od French Open 1988 do Australian Open 1989). Drugi przegrany mecz to finał w Amelia Island z Sabatini. Jako trzecia kobieta w historii (po raz czwarty, Navrátilova dokonała tego dwukrotnie) zaliczyła finały wszystkich turniejów wielkoszlemowych w jednym sezonie. Jej wynik powtórzyła trzy lata później Monica Seles.
To właśnie ta tenisistka miała wkrótce pokrzyżować plany mistrzyni. Graf bez problemów wygrała kilka imprez w pierwszej połowie roku 1990, będąc niepokonaną aż do maja. Wtedy to przed niemiecką publicznością w Berlinie Steffi uległa Seles w fazie półfinałów, tracąc do niej wyraźnie. Sytuacja powtórzyła się w finale French Open. Do końca roku nie grały już ze sobą, a Niemka wciąż dominowała w rozgrywkach światowych.
Rok 1991 nie rozpoczął się po myśli Graf, która przegrała szybko w Melbourne z Janą Novotną. Następnie odpadła w drugim meczu w Tokio z Sabatini. Na Argentynkę trafiła w dwóch kolejnych finałach i również nie poradziła sobie z nią. W pozostałych Wielkich Szlemach przytrafiły się Niemce niespodzianki typu przegrana z Martiną Navrátilovą czy z Arantxą Sánchez Vicario. Ostatecznie wygrała jeden turniej z tej serii, Wimbledon (trzy pozostałe padły łupem Moniki Seles). Steffi straciła pozycję liderki rankingu tenisowego. W roku 1992 Graf stała się tłem dla wyśmienicie grającej Jugosłowianki, która to czterokrotnie awansowała do finałów imprez wielkoszlemowych. Tradycyjnie już zawodniczce z Mannheim przypadła w udziale korona Wimbledonu, poza tym wicemistrzostwo French Open (8:10 z Seles w trzecim secie). Zdobyła srebrny medal igrzysk olimpijskich w Barcelonie, nie dając rady Jennifer Capriati.
Powróciła do gry w roku 1993, choć porażka w finale Australian Open zapowiadała kontynuację dominacji Seles. Pamiętne zdarzenie z Hamburga, w którym napadnięto na tenisistkę z Nowego Sadu, wykluczyło ją na długie lata z rozgrywek i przerwało karierę. Należy dodać, że na Monicę napadł kibic Graf, nie mogący pogodzić się z porażkami swojej ulubionej zawodniczki. Tak czy inaczej, od French Open 1993 do Australian Open 1994 Niemka ustanowiła drugiego swojego Niekalendarzowego Wielkiego Szlema. Po Roland Garros powróciła na pierwsze miejsce w rankingu. Tymczasem sezon 1994 wyłonił nowe twarze w światowym tenisie, wśród których prym wiodły Hiszpanki Conchita Martínez i Arantxa Sánchez Vicario. Obecne były we wszystkich finałach prestiżowych turniejów w roku, podczas gdy Graf triumfowała jedynie w Melbourne. W półfinałach w Paryżu przegrała z pupilką kibiców, Mary Pierce. Na Wimbledonie sensacyjnie odpadła już w pierwszej rundzie z Lori McNeil, a w walce o mistrzostwo US Open uległa Arantxy Sánchez Vicario.
W 1995 znów została potrójną mistrzynią Wielkiego Szlema, oddając pole w Australii, gdzie nie wystartowała. W Nowym Jorku ograła Seles, powracającą do rozgrywek. Wyniki powtórzyła w roku 1996, który rozpoczęła z opóźnieniem (od zawodów w Miami). Wówczas to na kortach pojawiła się nowa groźna postać – Szwajcarka Martina Hingis. Początkowo nie czyniąca Niemce poważniejszych problemów, pokonała ją w ćwierćfinale Italian Open. W finale turnieju Masters rozegrały pasjonujące pięciosetowe spotkanie, zakończone wynikiem 6:3, 4:6, 6:0, 4:6, 6:0 na korzyść Graf.
W styczniu 1997 Steffi odpadła w czwartej rundzie Australian Open, okazując się słabszą od Amandy Coetzer, reprezentantki Republiki Południowej Afryki. Tenisistka ta wygrała z nią również w Berlinie. 30 marca Graf po raz ostatni opuściła fotel liderki światowej klasyfikacji na rzecz Hingis. Nigdy później nie udało się jej powrócić na szczyt. Problemy zdrowotne spowodowały, że turniej French Open był ostatnim, w jakim wzięła udział w sezonie 1997. Wypadła wtedy poza czołową dziesiątkę klasyfikacji WTA.
Powróciła w lutym 1998 w Hanowerze, gdzie uległa w jednej czwartej finału Belgijce Sabine Appelmans. W marcu skreczowała w półfinale w Indian Wells przeciwko Lindsay Davenport. Uraz leczyła do czerwca. Jednak jej występy na trawie oraz w amerykańskich turniejach poprzedzających US Open nie były najlepsze. Wówczas Graf pozwoliła się ograć Magüi Sernie, Natalli Zwierawej, Annie Kurnikowej czy Ai Sugiyamie. Zwyciężyła dopiero w New Haven, w finale z Janą Novotną. Na US Open pokonana w czwartej rundzie przez Patty Schnyder.
Jako dziesiąta tenisistka świata rozpoczęła rok 1999 występem w Sydney. Po zwycięstwie nad obiema siostrami Williams uległa Davenport. Wkrótce Seles wyeliminowała ją w ćwierćfinałach Australian Open. W kilku kolejnych startach przegrywała drugi lub trzeci mecz, m.in. z Sereną Williams, Venus Williams czy Julie Halard-Decugis. Nikt nie dawał jej szans na kortach Rolanda Garrosa. Graf udowodniła jednak swoją klasę, pokonując wszystkie rywalki, w tym trzy potencjalnie najtrudniejsze: Hingis, Davenport i Seles. Pamiętny finał z Hingis, podczas którego nastoletnia Szwajcarka zgotowała istne przedstawienie, rozstrzygnęła na swoją korzyść wynikiem 4:6, 7:5, 6:2. A Martina już do zakończenia kariery nie została posiadaczką trofeum imienia Suzanne Lenglen.
To był ostatni wielkoszlemowy tytuł wybitnej Niemki, która osiągnęła jeszcze wicemistrzostwo Wimbledonu, w finale z Davenport. Po dłuższej przerwie wystąpiła na początku sierpnia w San Diego. Tam skreczowała w meczu drugiej rundy przeciwko Amy Frazier, przegrywając w trzecim secie 1:2. 13 sierpnia 1999 Steffi Graf ogłosiła zakończenie kariery tenisowej. Była wówczas trzecią tenisistką na świecie.
Graf ma na koncie dwadzieścia dwa zwycięstwa wielkoszlemowe w grze pojedynczej (dodatkowo przegrała dziewięć finałów); łącznie wygrała sto siedem turniejów w singlu i jedenaście w deblu. Rekordem jest długość przebywania przez nią na szczycie listy rankingowej; była liderką przez 377 tygodni, w tym 186 z rzędu (17 sierpnia 1987 – 10 maja 1991). Jest jedyną zawodniczką, która wygrywała każdy z turniejów wielkoszlemowych przynajmniej cztery razy. W 2004 została wpisana do Międzynarodowej Tenisowej Galerii Sławy.

## Działalność po zakończeniu kariery
W kwietniu 2007 roku podczas pokazowego turnieju w Houston została niechcący uderzona przez męża rakietą tenisową. Z rozciętymi ustami trafiła do szpitala. 27 października wzięła udział w pokazowym meczu gry mieszanej, którego dochód przeznaczony został na konto jej fundacji Children for Tomorrow. Steffi grała w parze z mężem, Andre, natomiast po drugiej stroni siatki stanęli Belgijka Justine Henin i Chorwat Goran Ivanišević. Graf i Agassi przegrali 5:7, 2:6.

## Życie prywatne
Jej rodzice noszą imiona Heidi i Peter. Graf ma młodszego brata, Michaela. 22 października 2001 roku spodziewająca się narodzin dziecka Steffi poślubiła amerykańskiego tenisistę, Andre Agassiego. Pięć dni później na świat przyszedł ich syn, Jaden Gil. W październiku 2003 urodziła córkę, Jaz. Założyła własną fundację, wspierającą chore dzieci. Organizacja nosi nazwę Children for Tomorrow.

## Historia występów wielkoszlemowych
Legenda
     W, wygrany turniej
     F, przegrana w finale
     SF, przegrana w półfinale
     QF, przegrana w ćwierćfinale
     xR, przegrana w x rundzie
     A, brak startu

### Występy w grze pojedynczej
| Australian Open        | 1R | 3R | A  | NH | A | W | W | W  | QF | A  | F | W  | A | A | 4R | A  | QF | 4 / 10  | 47 – 6   |  |  |  |  |  |  |  |
| French Open            | 2R | 3R | 4R | QF | W | W | F | F  | SF | F  | W | SF | W | W | QF | A  | W  | 6 / 16  | 84 – 10  |  |  |  |  |  |  |  |
| Wimbledon              | A  | 4R | 4R | A  | F | W | W | SF | W  | W  | W | 1R | W | W | A  | 3R | F  | 7 / 14  | 74 – 7   |  |  |  |  |  |  |  |
| US Open                | A  | 1R | SF | SF | F | W | W | F  | SF | QF | W | F  | W | W | A  | 4R | A  | 5 / 14  | 73 – 9   |  |  |  |  |  |  |  |
|                        |    |    |    |    |   |   |   |    |    |    |   |    |   |   |    |    |    |         |          |  |  |  |  |  |  |  |
| Ranking na koniec roku | 93 | 22 | 6  | 3  | 1 | 1 | 1 | 1  | 2  | 2  | 1 | 1  | 1 | 1 | 28 | 9  | –  | 22 / 54 | 278 – 32 |  |  |  |  |  |  |  |

### Występy w grze podwójnej
| Australian Open        | A | 1R | A  | A  | A  | SF | SF | 2R | A  | A  | A | 2R  | A | A | A | A   | 2R | 0 / 6  | 11 – 5  |  |  |  |
| French Open            | A | 2R | 1R | F  | F  | SF | F  | A  | A  | SF | A | A   | A | A | A | A   | A  | 0 / 7  | 24 – 7  |  |  |  |
| Wimbledon              | A | 1R | 1R | A  | 3R | W  | QF | QF | 1R | A  | A | A   | A | A | A | A   | A  | 1 / 7  | 14 – 6  |  |  |  |
| US Open                | A | 2R | 2R | SF | SF | SF | SF | QF | A  | A  | A | A   | A | A | A | A   | A  | 0 / 7  | 21 – 6  |  |  |  |
|                        |   |    |    |    |    |    |    |    |    |    |   |     |   |   |   |     |    |        |         |  |  |  |
| Ranking na koniec roku | – | –  | –  | 4  | 13 | 5  | 11 | 96 | –  | 22 | – | 245 | – | – | – | 191 | –  | 1 / 27 | 70 – 24 |  |  |  |

### Występy w grze mieszanej
| Australian Open | A | A  | A | NH | A | A  | A | A | 2R | A  | A | A  | A | A  | A | A | A  | 0 / 1 | 1 – 1  |  |  |  |  |  |  |  |  |
| French Open     | A | A  | A | A  | A | A  | A | A | A  | A  | A | 2R | A | A  | A | A | A  | 0 / 1 | 1 – 1  |  |  |  |  |  |  |  |  |
| Wimbledon       | A | A  | A | A  | A | 2R | A | A | 3R | 1R | A | A  | A | 2R | A | A | SF | 0 / 5 | 8 – 5  |  |  |  |  |  |  |  |  |
| US Open         | A | 1R | A | A  | A | A  | A | A | A  | A  | A | A  | A | A  | A | A | A  | 0 / 1 | 0 – 1  |  |  |  |  |  |  |  |  |
|                 |   |    |   |    |   |    |   |   |    |    |   |    |   |    |   |   |    |       |        |  |  |  |  |  |  |  |  |
|                 |   |    |   |    |   |    |   |   |    |    |   |    |   |    |   |   |    | 0 / 8 | 10 – 8 |  |  |  |  |  |  |  |  |

## Finały turniejów WTA
| Legenda                | Legenda |
| ---------------------- | ------- |
| Wielki Szlem           |         |
| Igrzyska olimpijskie   |         |
| WTA Tour Championships |         |
| 1971 – 1987            |         |
| Virginia Slims Circuit |         |
| Grand Prix Series      |         |
| Colgate Series         |         |
| 1988 – 2008            |         |
| Kategoria I            |         |
| Kategoria II           |         |
| Kategoria III          |         |
| Kategoria IV           |         |
| Kategoria V            |         |

### Gra pojedyncza 138 (107–31)
| Końcowy wynik | Nr   | Data                 | Turniej                         | Nawierzchnia    | Przeciwniczka             | Wynik finału            |
| ------------- | ---- | -------------------- | ------------------------------- | --------------- | ------------------------- | ----------------------- |
| Finalistka    | 1.   | 14 października 1984 | Filderstadt                     | Dywanowa (hala) | Catarina Lindqvist        | 1:6, 4:6                |
| Finalistka    | 2.   | 19 maja 1985         | Berlin                          | Ceglana         | Chris Evert-Lloyd         | 4:6, 5:7                |
| Finalistka    | 3.   | 18 sierpnia 1985     | Mahwah                          | Twarda          | Kathy Rinaldi             | 4:6, 6:3, 4:6           |
| Finalistka    | 4.   | 6 października 1985  | Fort Lauderdale                 | Twarda          | Martina Navrátilová       | 3:6, 1:6                |
| Finalistka    | 5.   | 2 lutego 1986        | Key Bicayne                     | Twarda          | Chris Evert-Lloyd         | 3:6, 1:6                |
| Finalistka    | 6.   | 23 lutego 1986       | Miami                           | Twarda          | Chris Evert-Lloyd         | 4:6, 2:6                |
| Zwyciężczyni  | 1.   | 13 kwietnia 1986     | Hilton Head                     | Ceglana         | Chris Evert-Lloyd         | 6:4, 7:5                |
| Zwyciężczyni  | 2.   | 20 kwietnia 1986     | Amelia Island                   | Ceglana         | Claudia Kohde-Kilsch      | 6:4, 5:7, 7:6(3)        |
| Zwyciężczyni  | 3.   | 3 maja 1986          | Indianapolis                    | Ceglana         | Gabriela Sabatini         | 2:6, 7:6(5), 6:4        |
| Zwyciężczyni  | 4.   | 18 maja 1986         | Berlin                          | Ceglana         | Martina Navrátilová       | 6:2, 6:3                |
| Zwyciężczyni  | 5.   | 24 sierpnia 1986     | Mahwah                          | Twarda          | Molly Van Nostrand        | 7:5, 6:1                |
| Zwyciężczyni  | 6.   | 14 września 1986     | Tokio                           | Dywanowa (hala) | Manuela Maleewa           | 6:4, 6:2                |
| Zwyciężczyni  | 7.   | 12 października 1986 | Zurich                          | Dywanowa (hala) | Helena Suková             | 4:6, 6:2, 6:4           |
| Zwyciężczyni  | 8.   | 26 października 1986 | Brighton                        | Dywanowa (hala) | Catarina Lindqvist        | 6:3, 6:3                |
| Finalistka    | 7.   | 23 listopada 1986    | Nowy Jork                       | Dywanowa (hala) | Martina Navrátilová       | 6:7(6), 3:6, 2:6        |
| Zwyciężczyni  | 9.   | 22 lutego 1987       | Boca Ranton                     | Twarda          | Helena Suková             | 6:2, 6:3                |
| Zwyciężczyni  | 10.  | 8 marca 1987         | Miami                           | Twarda          | Chris Evert-Lloyd         | 6:1, 6:2                |
| Zwyciężczyni  | 11.  | 12 kwietnia 1987     | Hilton Head                     | Ceglana         | Manuela Maleewa           | 6:2, 4:6, 6:3           |
| Zwyciężczyni  | 12.  | 19 kwietnia 1987     | Amelia Island                   | Ceglana         | Hana Mandlíková           | 6:3, 6:4                |
| Zwyciężczyni  | 13.  | 10 maja 1987         | Rzym                            | Ceglana         | Gabriela Sabatini         | 7:5, 4:6, 6:0           |
| Zwyciężczyni  | 14.  | 17 maja 1987         | Berlin                          | Ceglana         | Claudia Kohde-Kilsch      | 6:2, 6:3                |
| Zwyciężczyni  | 15.  | 6 czerwca 1987       | French Open                     | Ceglana         | Martina Navrátilová       | 6:4, 4:6, 8:6           |
| Finalistka    | 8.   | 4 lipca 1987         | Wimbledon                       | Trawiasta       | Martina Navrátilová       | 5:7, 3:6                |
| Zwyciężczyni  | 16.  | 16 sierpnia 1987     | Los Angeles                     | Twarda          | Chris Evert               | 6:3, 6:4                |
| Finalistka    | 9.   | 12 września 1987     | US Open                         | Twarda          | Martina Navrátilová       | 6:7(4), 1:6             |
| Zwyciężczyni  | 17.  | 27 września 1987     | Hamburg                         | Ceglana         | Isabel Cueto              | 6:2, 6:2                |
| Zwyciężczyni  | 18.  | 1 listopada 1987     | Zurich                          | Dywanowa (hala) | Hana Mandlíková           | 6:2, 6:2                |
| Zwyciężczyni  | 19.  | 23 listopada 1987    | Virginia Slims Championships    | Dywanowa (hala) | Gabriela Sabatini         | 4:6, 6:4, 6:0, 6:4      |
| Zwyciężczyni  | 20.  | 24 stycznia 1988     | Australian Open                 | Trawiasta       | Chris Evert               | 6:1, 7:6(3)             |
| Zwyciężczyni  | 21.  | 6 marca 1988         | San Antonio                     | Twarda          | Katerina Maleewa          | 6:4, 6:1                |
| Finalistka    | 10.  | 13 marca 1988        | Boca Raton                      | Twarda          | Gabriela Sabatini         | 6:2, 3:6, 1:6           |
| Zwyciężczyni  | 22.  | 27 marca 1988        | Miami                           | Twarda          | Chris Evert               | 6:4, 6:4                |
| Zwyciężczyni  | 23.  | 15 maja 1988         | Berlin                          | Ceglana         | Helena Suková             | 6:3, 6:2                |
| Zwyciężczyni  | 24.  | 4 czerwca 1988       | French Open                     | Ceglana         | Natalla Zwierawa          | 6:0, 6:0                |
| Zwyciężczyni  | 25.  | 2 lipca 1988         | Wimbledon                       | Trawiasta       | Martina Navrátilová       | 5:7, 6:2, 6:1           |
| Zwyciężczyni  | 26.  | 31 lipca 1988        | Hamburg                         | Ceglana         | Katerina Maleewa          | 6:4, 6:2                |
| Zwyciężczyni  | 27.  | 28 sierpnia 1988     | Mahwah                          | Twarda          | Nathalie Tauziat          | 6:0, 6:1                |
| Zwyciężczyni  | 28.  | 11 września 1988     | US Open                         | Twarda          | Gabriela Sabatini         | 6:3, 3:6, 6:1           |
| Zwyciężczyni  | 29.  | 1 października 1988  | Igrzyska Olimpijskie, Seul      | Twarda          | Gabriela Sabatini         | 6:3, 6:3                |
| Zwyciężczyni  | 30.  | 30 października 1988 | Brighton                        | Dywanowa (hala) | Manuela Maleewa           | 6:2, 6:0                |
| Zwyciężczyni  | 31.  | 29 stycznia 1989     | Australian Open                 | Twarda          | Helena Suková             | 6:4, 6:4                |
| Zwyciężczyni  | 32.  | 19 lutego 1989       | Waszyngton                      | Dywanowa (hala) | Zina Garrison             | 6:1, 7:5                |
| Zwyciężczyni  | 33.  | 5 marca 1989         | San Antonio                     | Twarda          | Ann Henricksson           | 6:1, 6:4                |
| Zwyciężczyni  | 34.  | 19 marca 1989        | Boca Raton                      | Twarda          | Chris Evert               | 4:6, 6:2, 6:3           |
| Zwyciężczyni  | 35.  | 9 kwietnia 1989      | Hilton Head                     | Ceglana         | Natalla Zwierawa          | 6:1, 6:1                |
| Finalistka    | 11.  | 16 kwietnia 1989     | Amelia Island                   | Ceglana         | Gabriela Sabatini         | 6:3, 3:6, 5:7           |
| Zwyciężczyni  | 36.  | 7 maja 1989          | Hamburg                         | Ceglana         | Jana Novotná              | walkower                |
| Zwyciężczyni  | 37.  | 21 maja 1989         | Berlin                          | Ceglana         | Gabriela Sabatini         | 6:3, 6:1                |
| Finalistka    | 12.  | 11 czerwca 1989      | French Open                     | Ceglana         | Arantxa Sánchez Vicario   | 6:7(6), 6:3, 5:7        |
| Zwyciężczyni  | 38.  | 8 lipca 1989         | Wimbledon                       | Trawiasta       | Martina Navrátilová       | 6:2, 6:7(1), 6:1        |
| Zwyciężczyni  | 39.  | 6 sierpnia 1989      | San Diego                       | Twarda          | Zina Garrison             | 6:4, 7:5                |
| Zwyciężczyni  | 40.  | 20 sierpnia 1989     | Mahwah                          | Twarda          | Andrea Temesvári          | 7:5, 6:2                |
| Zwyciężczyni  | 41.  | 9 września 1989      | US Open                         | Twarda          | Martina Navrátilová       | 3:6, 7:5, 6:1           |
| Zwyciężczyni  | 42.  | 22 października 1989 | Zurich                          | Dywanowa (hala) | Jana Novotná              | 6:1, 7:6(6)             |
| Zwyciężczyni  | 43.  | 29 października 1989 | Brighton                        | Dywanowa (hala) | Monica Seles              | 7:5, 6:4                |
| Zwyciężczyni  | 44.  | 19 listopada 1989    | Virginia Slims Championships    | Dywanowa (hala) | Martina Navrátilová       | 6:4, 7:5, 2:6, 6:2      |
| Zwyciężczyni  | 45.  | 27 stycznia 1990     | Australian Open                 | Twarda          | Mary Joe Fernández        | 6:3, 6:4                |
| Zwyciężczyni  | 46.  | 4 lutego 1990        | Tokio                           | Dywanowa (hala) | Arantxa Sánchez Vicario   | 6:1, 6:2                |
| Zwyciężczyni  | 47.  | 15 kwietnia 1990     | Amelia Island                   | Ceglana         | Arantxa Sánchez Vicario   | 6:1, 6:0                |
| Zwyciężczyni  | 48.  | 6 maja 1990          | Hamburg                         | Ceglana         | Arantxa Sánchez Vicario   | 5:7, 6:0, 6:1           |
| Finalistka    | 13.  | 20 maja 1990         | Berlin                          | Ceglana         | Monica Seles              | 4:6, 3:6                |
| Finalistka    | 14.  | 9 czerwca 1990       | French Open                     | Ceglana         | Monica Seles              | 6:7(6), 4:6             |
| Zwyciężczyni  | 49.  | 5 sierpnia 1990      | Montreal                        | Twarda          | Katerina Maleewa          | 6:1, 6:7(6), 6:3        |
| Zwyciężczyni  | 50.  | 12 sierpnia 1990     | San Diego                       | Twarda          | Manuela Maleewa-Fragniere | 6:3, 6:2                |
| Finalistka    | 15.  | 9 września 1990      | US Open                         | Twarda          | Gabriela Sabatini         | 2:6, 6:7(4)             |
| Zwyciężczyni  | 51.  | 30 września 1990     | Lipsk                           | Dywanowa (hala) | Arantxa Sánchez Vicario   | 6:1, 6:1                |
| Zwyciężczyni  | 52.  | 14 października 1990 | Zurich                          | Dywanowa (hala) | Gabriela Sabatini         | 6:3, 6:2                |
| Zwyciężczyni  | 53.  | 28 października 1990 | Brighton                        | Dywanowa (hala) | Helena Suková             | 7:5, 6:3                |
| Zwyciężczyni  | 54.  | 11 listopada 1990    | Worcester                       | Dywanowa (hala) | Gabriela Sabatini         | 7:6(5), 6:3             |
| Finalistka    | 16.  | 10 marca 1991        | Boca Raton                      | Twarda          | Gabriela Sabatini         | 4:6, 6:7(6)             |
| Zwyciężczyni  | 55.  | 31 marca 1991        | San Antonio                     | Twarda          | Monica Seles              | 6:4, 6:3                |
| Finalistka    | 17.  | 14 kwietnia 1991     | Amelia Island                   | Ceglana         | Gabriela Sabatini         | 5:7, 6:7(3)             |
| Zwyciężczyni  | 56.  | 5 maja 1991          | Hamburg                         | Ceglana         | Monica Seles              | 7:5, 6:7(4), 6:3        |
| Zwyciężczyni  | 57.  | 20 maja 1991         | Berlin                          | Ceglana         | Arantxa Sánchez Vicario   | 6:3, 4:6, 7:6(6)        |
| Zwyciężczyni  | 58.  | 7 lipca 1991         | Wimbledon                       | Trawiasta       | Gabriela Sabatini         | 6:4, 3:6, 8:6           |
| Zwyciężczyni  | 59.  | 6 października 1991  | Lipsk                           | Dywanowa (hala) | Jana Novotná              | 6:3, 6:3                |
| Zwyciężczyni  | 60.  | 13 października 1991 | Zurich                          | Dywanowa (hala) | Nathalie Tauziat          | 6:4, 6:4                |
| Zwyciężczyni  | 61.  | 27 października 1991 | Brighton                        | Dywanowa (hala) | Zina Garrison             | 5:7, 6:4, 6:1           |
| Zwyciężczyni  | 62.  | 8 marca 1992         | Boca Raton                      | Twarda          | Conchita Martínez         | 3:6, 6:2, 6:0           |
| Finalistka    | 18.  | 12 kwietnia 1992     | Amelia Island                   | Ceglana         | Gabriela Sabatini         | 2:6, 6:1, 3:6           |
| Zwyciężczyni  | 63.  | 3 maja 1992          | Hamburg                         | Ceglana         | Arantxa Sánchez Vicario   | 7:6(5), 6:2             |
| Zwyciężczyni  | 64.  | 17 maja 1992         | Berlin                          | Ceglana         | Arantxa Sánchez Vicario   | 4:6, 7:5, 6:2           |
| Finalistka    | 19.  | 6 czerwca 1992       | French Open                     | Ceglana         | Monica Seles              | 2:6, 6:3, 8:10          |
| Zwyciężczyni  | 65.  | 4 lipca 1992         | Wimbledon                       | Trawiasta       | Monica Seles              | 6:2, 6:1                |
| Finalistka    | 20.  | 2 sierpnia 1992      | Igrzyska Olimpijskie, Barcelona | Ceglana         | Jennifer Capriati         | 6:3, 3:6, 4:6           |
| Zwyciężczyni  | 66.  | 4 października 1992  | Lipsk                           | Dywanowa (hala) | Jana Novotná              | 6:3, 1:6, 6:4           |
| Zwyciężczyni  | 67.  | 11 października 1992 | Zurich                          | Dywanowa (hala) | Martina Navrátilová       | 2:6, 7:5, 7:5           |
| Zwyciężczyni  | 68.  | 25 października 1992 | Brighton                        | Dywanowa (hala) | Jana Novotná              | 4:6, 6:4, 7:6(3)        |
| Zwyciężczyni  | 69.  | 15 listopada 1992    | Filadelfia                      | Dywanowa (hala) | Arantxa Sánchez Vicario   | 6:3, 3:6, 6:1           |
| Finalistka    | 21.  | 31 stycznia 1993     | Australian Open                 | Twarda          | Monica Seles              | 6:4, 3:6, 2:6           |
| Zwyciężczyni  | 70.  | 7 marca 1993         | Delray Beach                    | Twarda          | Arantxa Sánchez Vicario   | 6:4, 6:3                |
| Finalistka    | 22.  | 21 marca 1993        | Miami                           | Twarda          | Arantxa Sánchez Vicario   | 4:6, 6:3, 3:6           |
| Zwyciężczyni  | 71.  | 4 kwietnia 1993      | Hilton Head                     | Ceglana         | Arantxa Sánchez Vicario   | 7:6(8), 6:1             |
| Finalistka    | 23.  | 2 maja 1993          | Hamburg                         | Ceglana         | Arantxa Sánchez Vicario   | 3:6, 3:6                |
| Zwyciężczyni  | 72.  | 16 maja 1993         | Berlin                          | Ceglana         | Gabriela Sabatini         | 7:6(3), 2:6, 6:4        |
| Zwyciężczyni  | 73.  | 5 czerwca 1993       | French Open                     | Ceglana         | Mary Joe Fernández        | 4:6, 6:2, 6:4           |
| Zwyciężczyni  | 74.  | 2 lipca 1993         | Wimbledon                       | Trawiasta       | Jana Novotná              | 7:6(6), 1:6, 6:4        |
| Zwyciężczyni  | 75.  | 8 sierpnia 1993      | San Diego                       | Twarda          | Arantxa Sánchez Vicario   | 6:4, 4:6, 6:1           |
| Zwyciężczyni  | 76.  | 22 sierpnia 1993     | Toronto                         | Twarda          | Jennifer Capriati         | 6:1, 0:6, 6:3           |
| Zwyciężczyni  | 77.  | 13 września 1993     | US Open                         | Twarda          | Helena Suková             | 6:3, 6:3                |
| Zwyciężczyni  | 78.  | 3 października 1993  | Lipsk                           | Dywanowa (hala) | Jana Novotná              | 6:2, 6:0                |
| Finalistka    | 24.  | 14 listopada 1993    | Filadelfia                      | Twarda          | Conchita Martínez         | 3:6, 3:6                |
| Zwyciężczyni  | 79.  | 21 listopada 1993    | Virginia Slims Championships    | Dywanowa (hala) | Arantxa Sánchez Vicario   | 6:1, 6:4, 3:6, 6:1      |
| Zwyciężczyni  | 80.  | 25 stycznia 1994     | Australian Open                 | Twarda          | Arantxa Sánchez Vicario   | 6:0, 6:2                |
| Zwyciężczyni  | 81.  | 6 lutego 1994        | Tokio                           | Dywanowa (hala) | Martina Navrátilová       | 6:2, 6:4                |
| Zwyciężczyni  | 82.  | 27 lutego 1994       | Indian Wells                    | Twarda          | Amanda Coetzer            | 6:0, 6:4                |
| Zwyciężczyni  | 83.  | 6 marca 1994         | Delray Beach                    | Twarda          | Arantxa Sánchez Vicario   | 6:3, 7:5                |
| Zwyciężczyni  | 84.  | 20 marca 1994        | Miami                           | Twarda          | Natalla Zwierawa          | 4:6, 6:1, 6:2           |
| Finalistka    | 25.  | 1 maja 1994          | Hamburg                         | Ceglana         | Arantxa Sánchez Vicario   | 6:4, 6:7(3), 6:7(6)     |
| Zwyciężczyni  | 85.  | 15 maja 1994         | Berlin                          | Ceglana         | Brenda Schultz            | 7:6(6), 6:4             |
| Zwyciężczyni  | 86.  | 7 sierpnia 1994      | San Diego                       | Twarda          | Arantxa Sánchez Vicario   | 6:2, 6:1                |
| Finalistka    | 26.  | 21 sierpnia 1994     | Montreal                        | Twarda          | Arantxa Sánchez Vicario   | 5:7, 6:1, 6:7(4)        |
| Finalistka    | 27.  | 11 września 1994     | US Open                         | Twarda          | Arantxa Sánchez Vicario   | 6:1, 6:7(3), 4:6        |
| Zwyciężczyni  | 87.  | 19 lutego 1995       | Paryż                           | Dywanowa (hala) | Mary Pierce               | 2:6, 2:6                |
| Zwyciężczyni  | 88.  | 12 marca 1995        | Delray Beach                    | Twarda          | Conchita Martínez         | 6:2, 6:4                |
| Zwyciężczyni  | 89.  | 26 marca 1995        | Miami                           | Twarda          | Kimiko Date               | 6:1, 6:4                |
| Zwyciężczyni  | 90.  | 16 kwietnia 1995     | Huston                          | Ceglana         | Åsa Svensson              | 6:1, 6:1                |
| Zwyciężczyni  | 91.  | 11 czerwca 1995      | French Open                     | Ceglana         | Arantxa Sánchez Vicario   | 7:5, 4:6, 6:0           |
| Zwyciężczyni  | 92.  | 9 lipca 1995         | Wimbledon                       | Trawiasta       | Arantxa Sánchez Vicario   | 4:6, 6:1, 7:5           |
| Zwyciężczyni  | 93.  | 9 września 1995      | US Open                         | Twarda          | Monica Seles              | 7:6(6), 0:6, 6:3        |
| Zwyciężczyni  | 94.  | 11 listopada 1995    | Filadelfia                      | Dywanowa (hala) | Lori McNeil               | 6:1, 4:6, 6:3           |
| Zwyciężczyni  | 95.  | 19 listopada 1995    | WTA Tour Championships          | Dywanowa (hala) | Anke Huber                | 6:1, 2:6, 6:1, 4:6, 6:3 |
| Zwyciężczyni  | 96.  | 16 marca 1996        | Indian Wells                    | Twarda          | Conchita Martínez         | 7:6(5), 7:6(5)          |
| Zwyciężczyni  | 97.  | 31 marca 1996        | Miami                           | Twarda          | Chanda Rubin              | 6:1, 6:3                |
| Zwyciężczyni  | 98.  | 19 maja 1996         | Berlin                          | Ceglana         | Karina Habšudová          | 4:6, 6:2, 7:5           |
| Zwyciężczyni  | 99.  | 9 czerwca 1996       | French Open                     | Ceglana         | Arantxa Sánchez Vicario   | 6:3, 6:7(4), 10:8       |
| Zwyciężczyni  | 100. | 7 lipca 1996         | Wimbledon                       | Trawiasta       | Arantxa Sánchez Vicario   | 6:3, 7:5                |
| Zwyciężczyni  | 101. | 7 września 1996      | US Open                         | Twarda          | Monica Seles              | 7:5, 6:4                |
| Finalistka    | 28.  | 17 listopada 1996    | Filadelfia                      | Dywanowa (hala) | Jana Novotná              | 4:6, krecz              |
| Zwyciężczyni  | 102. | 24 listopada 1996    | Chase Championships             | Dywanowa (hala) | Martina Hingis            | 6:3, 4:6, 6:0, 4:6, 6:0 |
| Finalistka    | 29.  | 2 lutego 1997        | Tokio                           | Dywanowa (hala) | Martina Hingis            | walkower                |
| Zwyciężczyni  | 103. | 24 maja 1997         | Strasburg                       | Ceglana         | Mirjana Lučić             | 6:2, 7:5                |
| Zwyciężczyni  | 104. | 30 sierpnia 1998     | New Haven                       | Twarda          | Jana Novotná              | 6:4, 6:1                |
| Zwyciężczyni  | 105. | 8 listopada 1998     | Lipsk                           | Dywanowa (hala) | Nathalie Tauziat          | 6:3, 6:4                |
| Zwyciężczyni  | 106. | 15 listopada 1998    | Filadelfia                      | Dywanowa (hala) | Lindsay Davenport         | 4:6, 6:3, 6:4           |
| Finalistka    | 30.  | 13 marca 1999        | Indian Wells                    | Twarda          | Serena Williams           | 3:6, 6:3, 5:7           |
| Zwyciężczyni  | 107. | 5 czerwca 1999       | French Open                     | Ceglana         | Martina Hingis            | 4:6, 7:5, 6:2           |
| Finalistka    | 31.  | 4 lipca 1999         | Wimbledon                       | Trawiasta       | Lindsay Davenport         | 4:6, 5:7                |

### Gra mieszana 1 (0–1)
| Końcowy wynik | Nr | Data           | Turniej | Nawierzchnia | Partner        | Przeciwnicy                      | Wynik finału |
| ------------- | -- | -------------- | ------- | ------------ | -------------- | -------------------------------- | ------------ |
| Finalistka    | 1. | 22 lutego 1986 | Miami   | Twarda       | Emilio Sánchez | Elizabeth Smylie John Fitzgerald | 4:6, 5:7     |

## Występy w Turnieju Mistrzyń

### W grze pojedynczej
| Rok             | Rezultat    | Przeciwniczka           | Wynik                   |
| 1986 (marzec)   | Półfinał    | Martina Navrátilová     | 2:6, 2:6                |
| 1986 (listopad) | Finał       | Martina Navrátilová     | 6:7(3), 3:6, 2:6        |
| 1987            | Zwycięstwo  | Gabriela Sabatini       | 4:6, 6:4, 6:0, 6:4      |
| 1988            | Półfinał    | Pam Shriver             | 3:6, 6:7(5)             |
| 1989            | Zwycięstwo  | Martina Navrátilová     | 6:4, 7:5, 2:6, 6:2      |
| 1990            | Półfinał    | Gabriela Sabatini       | 4:6, 4:6                |
| 1991            | Ćwierćfinał | Jana Novotná            | 3:6, 6:3, 1:6           |
| 1992            | I runda     | Lori McNeil             | 6:7(1), 4:6             |
| 1993            | Zwycięstwo  | Arantxa Sánchez Vicario | 6:1, 6:4, 3:6, 6:1      |
| 1994            | Ćwierćfinał | Mary Pierce             | 4:6, 4:6                |
| 1995            | Zwycięstwo  | Anke Huber              | 6:1, 2:6, 6:1, 4:6, 6:3 |
| 1996            | Zwycięstwo  | Martina Hingis          | 6:3, 4:6, 6:0, 4:6, 6:0 |
| 1998            | Półfinał    | Lindsay Davenport       | 1:6, 6:2, 3:6           |

### W grze podwójnej
| Rok             | Rezultat | Partnerka         | Przeciwniczki                      | Wynik            |
| 1986 (listopad) | Półfinał | Gabriela Sabatini | Claudia Kohde-Kilsch Helena Suková | 6:7(8), 6:3, 5:7 |
| 1987            | Półfinał | Gabriela Sabatini | Martina Navrátilová Pam Shriver    | 6:3, 6:7(4), 1:6 |
| 1988            | Półfinał | Gabriela Sabatini | Martina Navrátilová Pam Shriver    | walkower         |

## Występy w igrzyskach olimpijskich

### Gra pojedyncza
| Runda                                                                           | Przeciwniczka                             | Wynik         |  |
| ------------------------------------------------------------------------------- | ----------------------------------------- | ------------- |  |
|                                                                                 |                                           |               |  |
| Letnie Igrzyska Olimpijskie w Seulu 1988, reprezentując państwo RFN [1]         |                                           |               |  |
| I runda                                                                         | wolny los                                 | wolny los     |  |
| II runda                                                                        | ZSRR: Leila Meschi                        | 5:7, 1:6      |  |
| III runda                                                                       | Francja: Catherine Suire                  | 6:3, 6:0      |  |
| Ćwierćfinał                                                                     | ZSRR: Łarysa Sawczenko [11]               | 7-5 6-3       |  |
| Półfinał                                                                        | Stany Zjednoczone: Zina Garrison [8]      | 6:2, 6:0      |  |
| O złoty medal                                                                   | Argentyna: Gabriela Sabatini [3]          | 6:3, 6:3      |  |
|                                                                                 |                                           |               |  |
| Letnie Igrzyska Olimpijskie w Barcelonie 1992, reprezentując państwo Niemcy [1] |                                           |               |  |
| I runda                                                                         | Meksyk: Lupita Novelo                     | 6:1, 6:1      |  |
| II runda                                                                        | Holandia: Brenda Schultz                  | 6:1, 6:0      |  |
| III runda                                                                       | Bułgaria: Magdalena Maleewa               | 6:3, 6:4      |  |
| Ćwierćfinał                                                                     | Belgia: Sabine Appelmans [16]             | 6:1, 6:0      |  |
| Półfinał                                                                        | Stany Zjednoczone: Mary Joe Fernández [4] | 6:4, 6:2      |  |
| O złoty medal                                                                   | Stany Zjednoczone: Jennifer Capriati [3]  | 6:3, 3:6, 4:6 |  |

### Gra podwójna
| Runda                                                                       | Partnerka                | Przeciwniczki                                             | Wynik         |
| --------------------------------------------------------------------------- | ------------------------ | --------------------------------------------------------- | ------------- |
|                                                                             |                          |                                                           |               |
| Letnie Igrzyska Olimpijskie w Seulu 1988, reprezentując państwo RFN         |                          |                                                           |               |
| I runda                                                                     | Claudia Kohde-Kilsch [2] | wolny los                                                 | wolny los     |
| Ćwierćfinał                                                                 | Claudia Kohde-Kilsch [2] | Kanada: Carling Bassett-Seguso / Jill Hetherington        | 6:3, 3:6, 6:2 |
| Półfinał                                                                    | Claudia Kohde-Kilsch [2] | Czechosłowacja: Jana Novotná / Helena Suková [3]          | 5:7, 3:6      |
|                                                                             |                          |                                                           |               |
| Letnie Igrzyska Olimpijskie w Barcelonie 1992, reprezentując państwo Niemcy |                          |                                                           |               |
| I runda                                                                     | Anke Huber               | Indonezja: Yayuk Basuki, Suzanna Wibowo                   | 6:2, 6:3      |
| II runda                                                                    | Anke Huber               | Stany Zjednoczone: Gigi Fernández, Mary Joe Fernández [2] | 6:7(3), 4:6   |

## Nietypowe rozstrzygnięcia meczów
Mecze wygrane bez utraty gema (wynikiem 6:0 6:0)
| Rok  | Turniej         | Rywalka                | Runda | Wynik    |
| ---- | --------------- | ---------------------- | ----- | -------- |
| 1987 | Floryda         | Sara Gomer             | 3R    | 6:0, 6:0 |
| 1987 | Wimbledon       | Tine Scheuer-Larsen    | 2R    | 6:0, 6:0 |
| 1987 | Los Angeles     | Pascale Paradis        | 3R    | 6:0, 6:0 |
| 1988 | French Open     | Natalla Zwierawa       | F     | 6:0, 6:0 |
| 1988 | Wimbledon       | Hu Na                  | 1R    | 6:0, 6:0 |
| 1988 | Hamburg         | Rafaella Reggi         | QF    | 6:0, 6:0 |
| 1989 | Australian Open | Rene Simpson           | 2R    | 6:0, 6:0 |
| 1989 | Waszyngton      | Carling Bassett-Seguso | 2R    | 6:0, 6:0 |
| 1989 | Berlin          | Neige Dias             | 3R    | 6:0, 6:0 |
| 1989 | San Diego       | Rene Simpson           | 1R    | 6:0, 6:0 |
| 1989 | San Diego       | Claudia Kohde-Kilsch   | QF    | 6:0, 6:0 |
| 1989 | Mahwah          | Kimberly Kessaris      | 1R    | 6:0, 6:0 |
| 1989 | Brighton        | Laura Garrone          | 1R    | 6:0, 6:0 |
| 1991 | US Open         | Catherine Mothes       | 2R    | 6:0, 6:0 |
| 1992 | Chicago         | Rika Hiraki            | 2R    | 6:0, 6:0 |
| 1993 | Wimbledon       | Kirrily Sharpe         | 1R    | 6:0, 6:0 |
| 1993 | Wimbledon       | Helen Kelesi           | 3R    | 6:0, 6:0 |
| 1994 | Indian Wells    | Tracy Austin           | 2R    | 6:0, 6:0 |
| 1994 | Hamburg         | Silke Frankl           | 1R    | 6:0, 6:0 |

Mecze wygrane poprzez krecz rywalki
| Rok  | Turniej                | Rywalka               | Runda | Wynik          | Przyczyna |
| ---- | ---------------------- | --------------------- | ----- | -------------- | --------- |
| 1985 | Miami                  | Kathy Rinaldi         | 4R    | 6:1, 1:0 krecz |           |
| 1985 | Hilton Head            | Andrea Temesvári      | 3R    | 6:0, 1:0 krecz |           |
| 1986 | US Open                | Beverly Bowes-Hackney | 3R    | 6:1, 1:0 krecz |           |
| 1987 | WTA Tour Championships | Helena Suková         | QF    | 6:2, 2:0 krecz |           |
| 1993 | Australian Open        | Claudia Porwik        | 3R    | 6:1, krecz     |           |
| 1994 | Australian Open        | Kimberly Po           | 1R    | 6:1, 2:0 krecz |           |
| 1996 | French Open            | Petra Langrová        | 3R    | 6:0, 1:0 krecz |           |
| 1997 | Australian Open        | Janette Husárová      | 1R    | 5:1 krecz      |           |

Mecze wygrane walkowerem
| Rok  | Turniej | Rywalka           | Runda | Wynik    |
| ---- | ------- | ----------------- | ----- | -------- |
| 1986 | Berlin  | Hana Mandlíková   | SF    | walkower |
| 1988 | US Open | Chris Evert       | SF    | walkower |
| 1991 | Floryda | Cecilia Dahlman   | 2R    | walkower |
| 1995 | Delray  | Barbara Rittner   | QF    | walkower |
| 1999 | Miami   | Lindsay Davenport | QF    | walkower |

Mecze poddane
| Rok  | Turniej         | Rywalka           | Runda | Wynik               | Przyczyna |
| ---- | --------------- | ----------------- | ----- | ------------------- | --------- |
| 1983 | Australian Open | Elizabeth Smylie  | 1R    | 1:6, krecz          |           |
| 1996 | Filadelfia      | Jana Novotná      | F     | 4:6, krecz          |           |
| 1998 | Indian Wells    | Lindsay Davenport | SF    | 4:6, 6:4, 2:4 krecz |           |
| 1999 | San Diego       | Amy Frazier       | 2R    | 6:4, 5:7, 1:2 krecz |           |

## Odznaczenia
- 1999  Order Olimpijski
- 2002  Medal za Zasługi dla Badenii-Wirtembergii
- 2009  Krzyż Zasługi na Wstędze Orderu Zasługi Republiki Federalnej Niemiec